# Тьяго Цьонек
Тьяго Цьонек (пол. Thiago Cionek, нар. 21 квітня 1986, Куритиба) — польський футболіст бразильського походження, який грає на позиції захисника у італійському клубі «Реджина» та національній збірній Польщі.
Він є вихованцем бразильського клубу «Вілья Ауер», та виступав за бразильські футбольні клуби «Куяба» та КРБ, португальський клуб «Браганса», польський клуб «Ягеллонія», та італійський клуб «Падова». Володар Кубка Польщі та Суперкубка Польщі.

## Клубна кар'єра

### Початок кар'єри
Тьяго Цьонек розпочав свою кар'єру футболіста в юнацькій команді «Вілья Ауер Еспорте Клуб», з якого був запрошений у 2005 році до клубу «Куяба», що виступав у той час у четвертій по силі бразильській лізі.

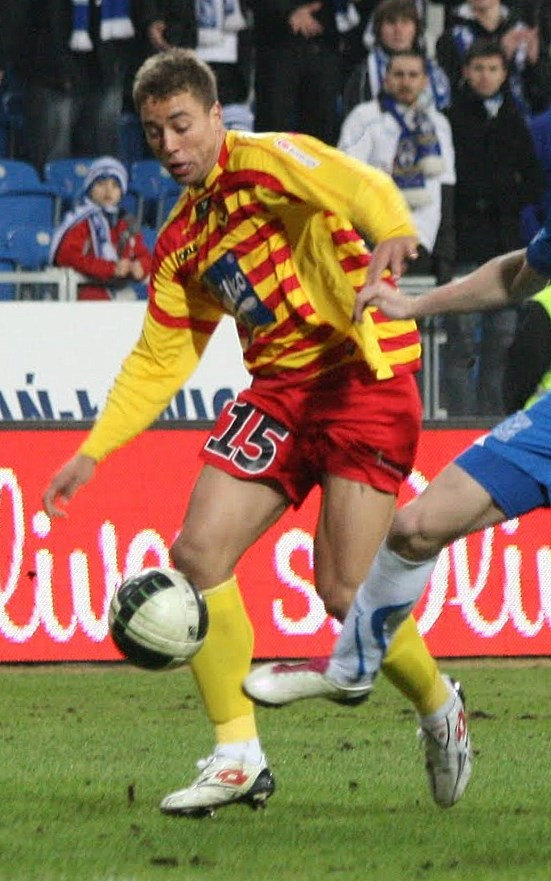
Тьяго Цьонек під час виступів за «Ягеллонію» (2011 рік)

На початку 2007 року Тьяго Цьонек перейшов до клубу третього португальського дивізіону «Браганса», і 18 березня 2007 року дебютував за свою нову команду в зіграному внічию (1:1) матчі з «Морейренсе», у якому він забив і свій перший м'яч за нову команду. Усього в Португалії Цьонек зіграв у двох матчах, але його клуб вибув із ліги, і футболіст вирішив повернутись до Бразилії, де уклав контракт із клубом другого дивізіону КРБ із Масейо. Улітку 2008 року Цьонек покинув команду, яка зайняла останнє місце в лізі, і знову повернувся до Європи. Спочатку футболіст потрапив на перегляд до італійських клубів
«К'єво» та «Аталанта», а пізніше поїхав на перегляд до Польщі, де якостями гравця спочатку зацікавився познанський «Лех».

### «Ягеллонія»
У кінці червня 2008 року Тьяго Цьонек потрапив на перегляд до білостоцької «Ягеллонії». За три тижні, 20 липня 2008 року футболіст уклав із клубом трирічний контракт, у якому, щоправда, обумовлювалась можливість розриву угоди за рік після укладення. Спочатку Цьонек мав проблеми з отриманням дозволу на роботу в Польщі, тому в новій команді дебютував лише 2 вересня. Дебют відбувся у виграному з рахунком 4:1 матчі з ЛКС (Лодзь) на Кубок Екстракляси, і в цьому матчі Цьонек також відкрив лік забитим м'ячам за «Ягеллонію». За десять днів футболіст дебютував у Екстраклясі, але у цьому матчі його команда поступилась тому ж ЛКСу з рахунком 0:1.
8 травня 2009 року, на 34 хвилині матчу з гданською «Лехією», Тьяго Цьонек забив свій перший м'яч у складі «Ягеллонії» в Екстраклясі. За хвилину, під час святкування забитого м'яча, він отримав другу жовту картку в матчі за зняття футболки, яка автоматично стала червоною, та був вилучений з поля. У результаті білостоцький клуб програв цей матч із рахунком 1:3. 30 травня 2009 року відзначився автоголом у програному з рахунком 0:2 матчі з ГКС (Белхатув). Цей сезон «Ягеллонія» закінчила на 8 місці, а Тьяго Цьонек зіграв у її складі 19 матчів, відзначившись 2 забитими м'ячами.
Перший виступ Тьяго Цьонека у сезоні 2009/10 припав на 8 серпня 2009 року, коли він змінив на 89 хвилині Ігора Левчука у зіграному внічию 1:1 матчі з ГКС (Белхатув). 8 листопада у програному 2-5 матчі з хожувським «Рухом» Цьонек ударив у обличчя Анджея Нєдзєляна. Суддя матчу пропустив цей епізод, але на підставі відеозапису дисциплінарна комісія ліги вирішила заслухати пояснення Цьонека. Пізніше було вирішено не застосовувати покарання для футболіста. 19 квітня 2010 року відзначився забитим м'ячем у програному з рахунком 1:2 матчі з варшавською «Легією». Протягом чемпіонату, в якому «Ягеллонія» зайняла 11 місце, Цьонек зіграв за клуб 32 матчі, у яких відзначився 1 забитим м'ячем. «Ягеллонія» також вийшла до фіналу Кубку Польщі, в якому перемогла щецинську «Погонь» з рахунком 1:0. Сам Цьонек у фінальному матчі участі не брав у зв'язку з перебором жовтих карток.

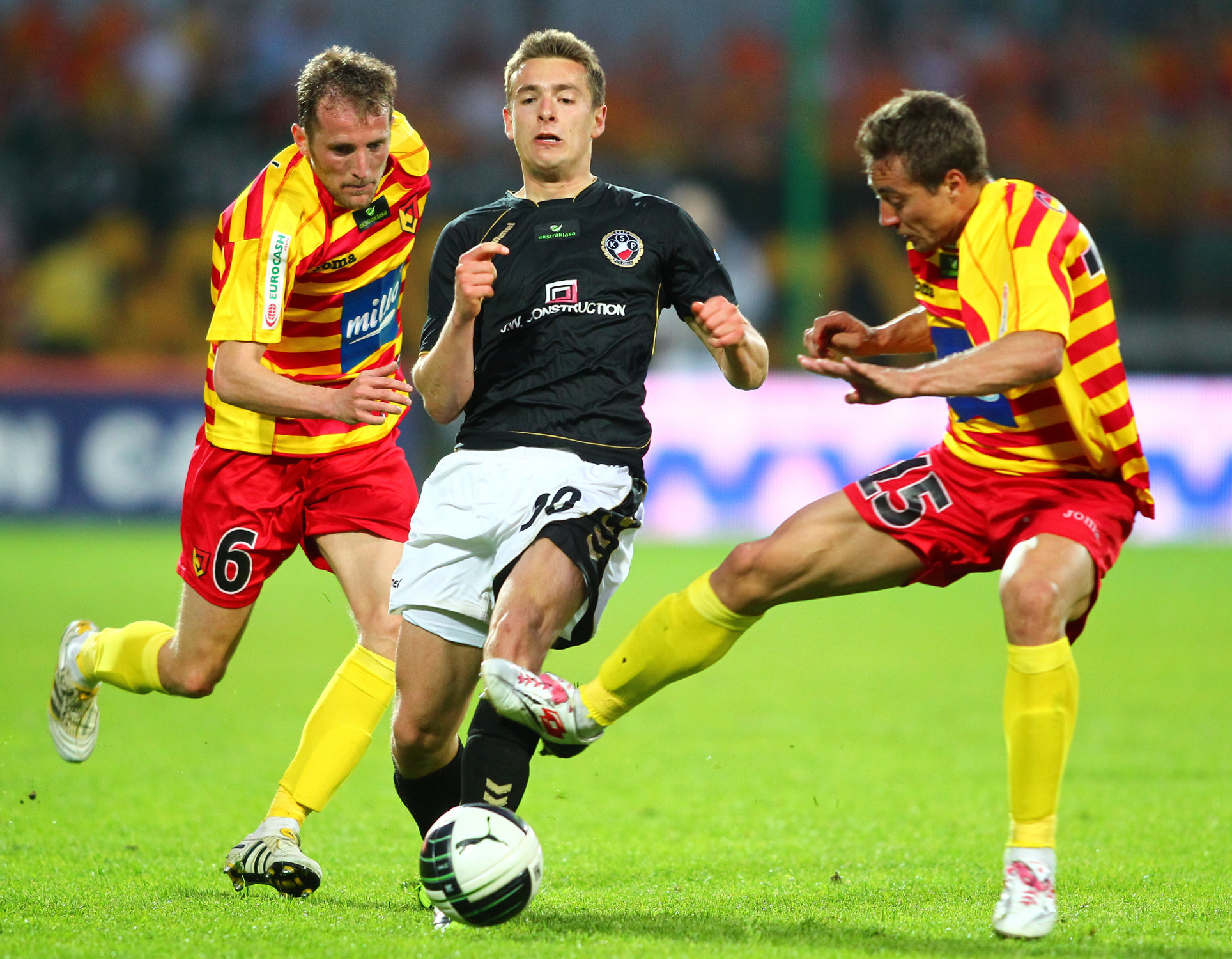
Фол Цьонека на Артурі Собєху, після якого Тьяго був покараний вилученням та дискваліфікацією.

Перед початком нового чемпіонату Цьонек продовжив свій контракт із «Ягеллонією» до 30 червня 2013 року. Завдяки виграшу кубку країни «Ягеллонія» отримала право на виступ у 3 кваліфікаційному раунді Ліги Європи, в якому зустрічалась із грецьким клубом «Аріс» із Салонік. 29 липня 2010 року «Ягеллонія» програла «Арісу» з рахунком 1:2, а Цьонек відіграв увесь матч, який став для нього дебютним у єврокубках. 1 серпня 2011 року Цьонек у складі «Ягеллонії» брав участь у матчі на Суперкубок Польщі, у якому білостоцька команда перемогла познанський «Лех» з рахунком 1:0, і стала володарем Суперкубку. 5 березня 2011 року на 88 хвилині матчу з ГКС (Белхатув), який закінчився нульовою нічиєю, Ціонек був вилучений з поля після отриманої другої жовтої картки. 10 травня 2011 року він знову був вилучений з поля за грубий фол проти Артура Собєха у матчі з варшавською «Полонією». Через два дні дисциплінарна комісія покарала захисника «Ягелонії» за цей фол дискваліфікацією строком на 6 матчів. Покарання Цьонеку наклав і клуб, оштрафувавши футболіста на 15 тисяч злотих, а також направив його на додаткові тренування з молодіжним складом тривалістю 10 годин. Усього за сезон Ціонек зіграв у 26 матчах чемпіонату, в якому «Ягеллонія» зайняла 4 місце.
Сезон 2011/12 років «Ягеллонія» знову розпочала матчами кваліфікаційного раунду Ліги Європи, але у цьому розіграші білостоцький клуб вибув уже після першого кваліфікаційного раунду, поступившись казахському «Іртишу» з Павлодара. В обидвох матчах Цьонек провів на полі усі 90 хвилин. 11 вересня 2011 року Ціонек відзначився автоголом у програному з рахунком 2:3 «Ягеллонією» матчі з варшавською «Полонією», а за 5 днів у програному з рахунком 1:4 матчі з познанським «Лехом» знову поцілив у сітку власних воріт. У цьому сезоні Тьяго Ціонек відзначився ще й третім автоголом — 11 листопада 2011 року в програному матчі із вроцлавським «Шльонськом», а єдиним забитим м'ячем за сезон Ціонек відзначився у виграному «Ягеллонією» з рахунком 4:1 матчі з лодзинським «Відзевом» 23 березня 2012 року. Усього протягом сезону Ціонек провів 32 матчі, та відзначився 1 забитим м'ячем у ворота суперників, а «Ягеллонія» закінчила чемпіонат на 10 місці.
У серпні 2012 року Тьяго Цьонек відмовився продовжувати контракт із клубом, за що був переведений до молодіжного складу, який виступав у Млодій Екстраклясі. За кілька днів футболіст все ж таки погодився з попередніми умовами нового контракту, та повернувся до основного складу, зігравши у двох наступних матчах чемпіонату.

### «Падова»
30 серпня 2012 року Тьяго Цьонек поїхав до італійського клубу «Падова» на медогляд, і після цього підписав із клубом трирічний контракт. У новому клубі вперше зіграв у матчі Серії B 3 вересня 2012 року у програній «Падовою» з рахунком 2:3 зустрічі з «Ліворно». Протягом сезону Цьонек зіграв 30 матчів за клуб у Серії В, і жодного разу не був замінений, та зайняв із клубом 11 місце у чемпіонаті. Після закінчення чемпіонату були розмови про його можливий перехід до «Парми», яка мала намір віддати його в оренду до словенської «Горіци».

### «Модена»

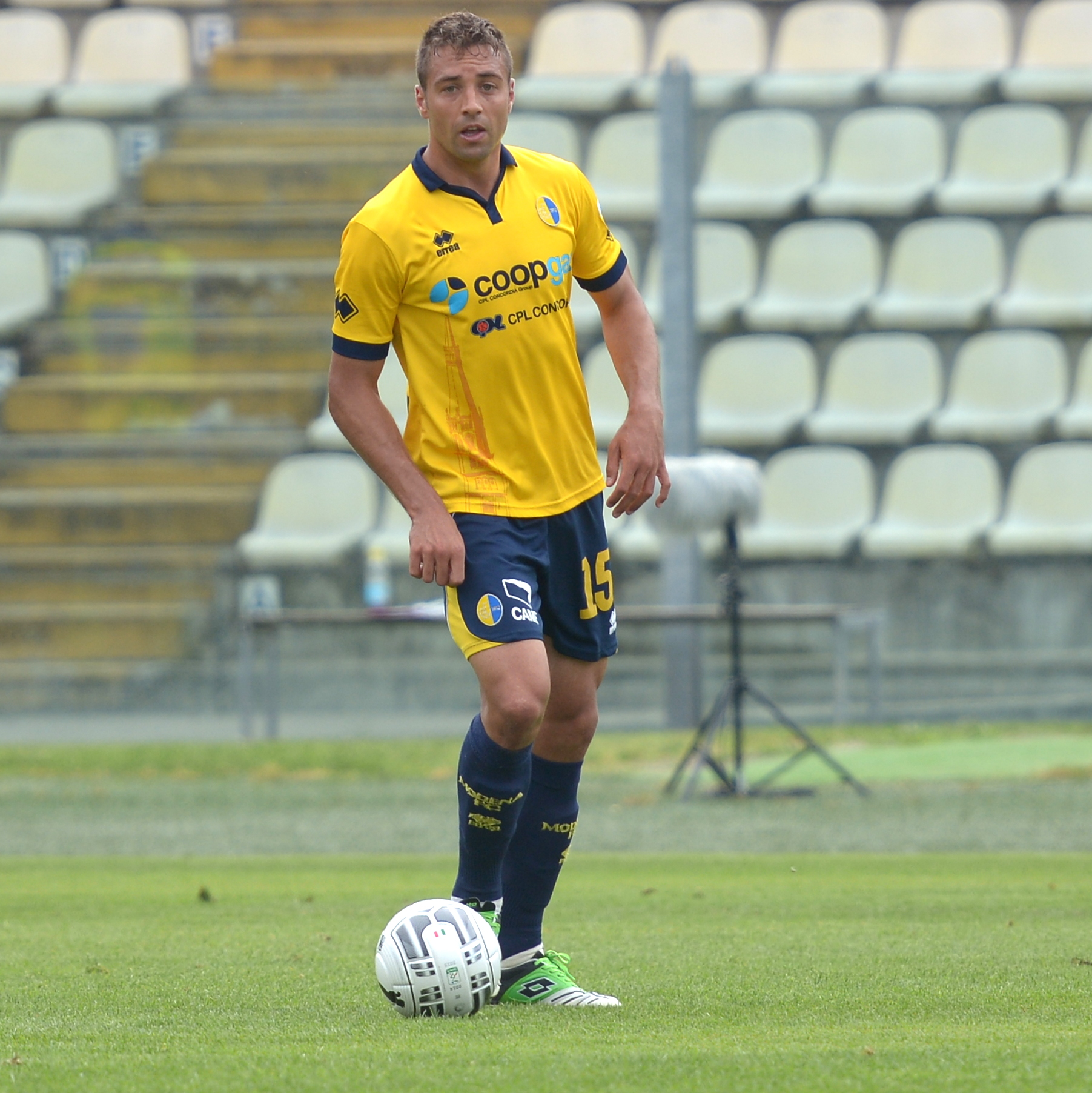
Тьяго Цьонек під час виступів за «Модену»

2 вересня 2013 року офіційний сайт клубу другого італійського дивізіону «Модена» проінформував про оренду Тьяго Цьонека строком на один рік. Перший матч за клуб Цьонек зіграв 5 жовтня, у якому «Модена» програла «Емполі» з рахунком 1:2. У цьому матчі бразильсько-польський футболіст з'явився на полі на 29 хвилині, змінивши Алессандро Потенцу. Спочатку в новому клубі Цьонек не завжди потрапляв до основного складу команди, але до кінця сезону забронював собі місце в основному складі. Свій перший забитий м'яч в італійській першості Ціонек забив 8 березня 2014 року під час нічийного матчу (2:2) із своїм колишнім клубом — «Падовою». Усього за сезон Цьонек провів 31 гру в чемпіонаті, у яких відзначився 1 забитим м'ячем, та виступав у складі команди в перехідних матчах за вихід до Серії A. По закінченні сезону керівництво «Модени» ухвалило рішення викупити контракт Ціонека, та укласти з ним повноцінний контракт терміном на 3 роки.

### «Палермо»
У січні 2016 року футбольний клуб «Палермо», який виступав у Серії A, повідомив про підписання на постійній основі Тьяго Цьонека, та уклав із футболістом контракт на два роки. Сума трансферу склала 350 тис. євро. 3 квітня у матчі проти «К'єво» він дебютував у Серії A. Загалом до кінця сезону Тьяго зіграв лише п'ять матчів, але у наступному сезоні 2016/17 став основним гравцем команди, втім не врятував її від вильоту з елітного дивізіону.

### СПАЛ
Сезон 2017/18 Цьонек розпочав у клубі в Серії В, проте на початку 2018 року повернувся в італійську еліту, перейшовши у СПАЛ. 21 січня у матчі проти «Удінезе» він дебютував за нову команду. 7 квітня в поєдинку проти «Аталанти» Цьонек забив свій перший гол за СПАЛ. Загалом до кінця сезону Тьяго зіграв за клуб 15 матчів, забив 1 гол і врятував команду від вильоту.
Наступного сезону був одним із захисників команди, яка суттєво покращила свої результати, фінішувавши на пристойному 13-му місці в італійській першості.

### Реджина
28 вересня 2020 року Цьонек підписав контракт з «Реджиною», що виступала у Серії В. Дебютував за клуб 3 жовтня у матчі проти «Пескари», вийшовши на початку другого тайму на заміну Даніеле Гаспаретто. 8 жовтня 2022 року тренер клубу Філіппо Індзагі обрав Цьонека на пост капітана команди на сезон 2022—2023 років. Уперше як капітан футболіст зіграв того ж дня в матчі проти «Козенци».

## Виступи за збірну
У 2010 році, ще до того, як Тьяго Цьонек отримав польське громадянство, він висловив бажання грати у складі національної збірної Польщі.
6 травня 2014 року головний тренер збірної Адам Навалка вперше викликав Тьяго Цьонека до лав національної збірної, а вже сімома днями потому Цьонек дебютував у національній збірній у зіграному в нульову нічию товариському матчі зі збірною Німеччини.
13 травня 2016 року головний тренер збірної Польщі оголосив про включення Тьяго Цьонека до попередньої заявки збірної Польщі на Євро-2016. На турнірі він зіграв лише у одному матчі проти збірної України, а його команда стала чвертьфіналісткою турніру. Цьонек поїхав і на чемпіонат світу 2018 року у Росії, втім знову як резервіст. Під час турніру відзначився автоголом у грі зі збірною Сенегалу.
Востаннє виходив на поле 20 листопада 2018 року у матчі групового етапу Ліги Націй проти збірної Португалії.
Новий тренер національної збірної, Єжи Бженчек, не розраховував на вікового захисника як на гравця основи, тому в 2019 році Цьонек викликався на матчі кваліфікації до Євро-2020, проте жодного разу не з'явився на полі.
| Дата       | Місто      | Господарі  | Результат | Гості          | Турнір                               | Голи | Примітки |
| ---------- | ---------- | ---------- | --------- | -------------- | ------------------------------------ | ---- | -------- |
| 13-5-2014  | Гамбург    | Німеччина  | 0 – 0     | Польща         | товариський матч                     | -    | 77'      |
| 18-11-2014 | Вроцлав    | Польща     | 2 – 2     | Швейцарія      | товариський матч                     | -    |          |
| 16-6-2015  | Гданськ    | Польща     | 0 – 0     | Греція         | товариський матч                     | -    |          |
| 17-11-2015 | Вроцлав    | Польща     | 3 – 1     | Чехія          | товариський матч                     | -    | 46'      |
| 1-6-2016   | Гданськ    | Польща     | 1 – 2     | Нідерланди     | товариський матч                     | -    | 46'      |
| 6-6-2016   | Краків     | Польща     | 0 – 0     | Литва          | товариський матч                     | -    |          |
| 21-6-2016  | Марсель    | Україна    | 0 – 1     | Польща         | ЧЄ 2016 - 1-й етап                   | -    |          |
| 8-10-2016  | Варшава    | Польща     | 3 – 2     | Данія          | Відбір до ЧС 2018                    | -    | 53'      |
| 11-10-2016 | Варшава    | Польща     | 2 – 1     | Вірменія       | Відбір до ЧС 2018                    | -    | 35'      |
| 14-11-2016 | Вроцлав    | Польща     | 1 – 1     | Словенія       | товариський матч                     | -    |          |
| 26-3-2017  | Подгориця  | Чорногорія | 1 – 2     | Польща         | Відбір до ЧС 2018                    | -    | 90'      |
| 10-6-2017  | Варшава    | Польща     | 3 – 1     | Румунія        | Відбір до ЧС 2018                    | -    |          |
| 1-9-2017   | Копенгаген | Данія      | 4 – 0     | Польща         | Відбір до ЧС 2018                    | -    | 34'      |
| 5-10-2017  | Єреван     | Вірменія   | 1 – 6     | Польща         | Відбір до ЧС 2018                    | -    | 85'      |
| 10-11-2017 | Варшава    | Польща     | 0 – 0     | Уругвай        | товариський матч                     | -    | 45'      |
| 13-11-2017 | Гданськ    | Польща     | 0 – 1     | Мексика        | товариський матч                     | -    |          |
| 27-3-2018  | Варшава    | Польща     | 3 – 2     | Південна Корея | товариський матч                     | -    | 46'      |
| 8-6-2018   | Познань    | Польща     | 2 – 2     | Чилі           | товариський матч                     | -    | 46'      |
| 12-6-2018  | Варшава    | Польща     | 4 – 0     | Литва          | товариський матч                     | -    |          |
| 19-6-2018  | Москва     | Польща     | 1 – 2     | Сенегал        | ЧС 2018 - 1-й етап                   | -    |          |
| 20-11-2018 | Гімарайнш  | Португалія | 1 – 1     | Польща         | Ліга націй УЄФА 2018-2019 - 1-й етап | -    | 11'      |
| Усього     |            | Матчів     | 21        |                | Голів                                | 0    |          |

## Титули і досягнення
- Володар Кубка Польщі (1):

«Ягеллонія»: 2009-10
- Володар Суперкубка Польщі (1):

«Ягеллонія»: 2010

## Особисте життя
Незважаючи на те, що Тьяго Цьонек народився у Бразилії, він має польські корені від своїх прадіда та прабабці Францішека Цьонека та Агати Сикульської, які перед Першою світовою війною покинули Європу та оселились у Куритибі. У вересні 2009 року Цьонек зробив подання на отримання польського громадянства, та офіційно його отримав 3 жовтня 2011 року.